# Fairmount (Indiana)
Fairmount es un pueblo ubicado en el condado de Grant en el estado estadounidense de Indiana. En el Censo de 2010 tenía una población de 2954 habitantes y una densidad poblacional de 720,5 personas por km².

## Geografía
Fairmount se encuentra ubicado en las coordenadas 40°25′2″N 85°38′52″O / 40.41722, -85.64778. Según la Oficina del Censo de los Estados Unidos, Fairmount tiene una superficie total de 4.1 km², de la cual 4.1 km² corresponden a tierra firme y (0%) 0 km² es agua.

## Demografía
Según el censo de 2010, había 2954 personas residiendo en Fairmount. La densidad de población era de 720,5 hab./km². De los 2954 habitantes, Fairmount estaba compuesto por el 98.58% blancos, el 0.14% eran afroamericanos, el 0.2% eran amerindios, el 0.17% eran asiáticos, el 0% eran isleños del Pacífico, el 0.17% eran de otras razas y el 0.74% pertenecían a dos o más razas. Del total de la población el 0.91% eran hispanos o latinos de cualquier raza.